# 江鑣
江鑣（15世紀—16世紀），字朝儀，浙江寧波府奉化縣連山棠溪人，明朝政治人物。

## 生平
江鑣是弘治十四年（1501年）浙江鄉試舉人，正德九年（1513年）成進士，獲授刑部主事，正德十四年（1519年）陞大理寺左寺正，上奏劉瑾二十條大罪忤旨，遭廷杖八十，臀肉潰爛，並謫官廣西桂林府知府，調四川重慶府，在兩地政簡刑清，人民都感懷其德。
明世宗即位，追獎敢言官員，江鑣得擢任雲南按察司副使，就任數個月遇上流寇肆虐，幾乎圍城，他盡力防禦，但被對方堵截城外山澗；他就用鑼曳地搜尋地下水，再穿官服拜天，水泉就湧出，令盜賊大驚逃走，該井稱「江公井」，嘉靖十年（1531年）以病自行離任回籍，詔奪職。
江鑣在京師時曾和張璁同住，張璁掌權後屢薦不起，居鄉二十多年後去世。

## 引用
1. 1 2  光緒《奉化縣志·卷二十四·人物傳二》：江鑣，字朝儀 連山棠溪人，正德九年進士，授大理寺左丞，以介特稱，劾奏不避權貴；劉瑾擅權，條奏二十條大罪，忤旨下三法司議勘，廷杖八十，臋肉俱爛，謫廣西桂林府，改調重慶，政簡刑清，民懷其德。世宗即位，追獎敢言之士，擢雲南按察司副使，之任數月遇盜起，圍城甚逼，鑣盡力防禦，盜偵之城中飲汲皆仰給城外澗水，壅絕上流，吏民渴乏，至笮馬糞汁飲之；鑣以鑼曳地察聲隱處，鑿井十餘丈不得水，乃整衣冠再拜，須臾水泉湧出，遂揚水城上，盜大驚解圍去，因名其井曰「江公井」。鑣初在京師與張璁同寓相善也，及璁貴用事，屢薦不起，居鄉凡二十餘年。 嘉靖志，參江譜
2. ↑  光緒《奉化縣志·卷二十·選舉表二》：（弘治）十四年 辛酉 （舉人） 江鑣
3. ↑  《明武宗毅皇帝實錄·卷一百七十四》：（正德十四年五月）庚子改刑部主事江鑣、汪金為大理寺左右寺正，大理寺官皆以言事左遷，故改補云。
4. ↑  《廣西通志·卷五十四》：桂林府知府 江鑣浙江奉化人進士正徳十六年任。
5. ↑  《明世宗肅皇帝實錄·卷一百二十八》：（嘉靖十年七月）甲寅雲南曲靖兵備副使江鑣患病擅離任回籍，詔奪職，仍下雲南廵按御史提問。